# Віллі Форст
Вільгельм Антон Фрос (нім. Wilhelm Anton Frohs; 7 квітня 1903, Відень — 11 серпня 1980, Відень) — австрійський актор, режисер, продюсер. У 1930—1940-х роках працював у Німеччині.

## Життєпис
Вільгельм Антон Фрос народився 7 квітня 1903 року у Відні в сім'ї художника Вільгельма Фроса і доньки мірошника Марії Першль. Після закінчення школи й роботи на любительській сцені, у 1919 році його прийняли до трупи театру в Тешині як «другого молодого коханця і коміка з обов'язковою участю у хорі». Грав на сцені провінційних німецькомовних театрів. З 1925 року виступав в оперетах і ревю в театрі «Метрополь» в Берліні, потім у «Карлтеатре» у Відні, «Театрі Заходу» в Берліні, в театрі «Аполло» у Відні. У 1927 році повернувся в розмовний театр, працював з Ервіном Піскатором і Густавом Хартунгом, з 1928 по 1931 рік грав на сцені Німецького театру Макса Рейнгардта.
У 1920 році дебютував у кіно в австрійському фільмі «Путівник» (Der Wegweiser). У 1927 році став регулярно знімався в кіно, у тому числі у двох фільмах за участю Марлен Дітріх — «Кафе „Електрик“» (Cafe Elektric, 1927) і «Небезпеки шлюбного періоду» (Gefahren der Brautzeit, 1929). У 1929 році звернув на себе увагу роллю музиканта у звуковому фільмі «Атлантик» (Atlantic).
На початку 1930-х років, завдяки ролям в музичних комедіях, став улюбленцем публіки. Після фільму «Три серця розміром ¾» (Drei Herzen im ¾ Takt, 1930) до 1934 року знімався ще шість разів у режисера Гези фон Больварі.
У 1933 році дебютував як режисер і сценарист, поставивши фільм «Тихо благають мої пісні» (Leise flehen meine Lieder) про Франца Шуберта. У своєму другому фільмі «Маскарад» (Maskerade, 1934), який мав всесвітній успіх, зробив кінодебютантку Паулу Весселі кінозіркою. Для фільму «Мазурка» (1935 рік) повернув до Німеччини Полу Негрі. Надалі Форст працював переважно у Відні, де у 1936 році створив фірму «Віллі Форст Фільм-Продукціон». У 1938-1945 роках Форст був членом наглядової ради «Wien-Film GmbH».
Його улюбленими режисерами були Ернст Любіч і Рене Клер. У 1939 році Форст зняв свій найвідоміший фільм «Милий друг» (Bel Ami) за Мопассаном, в якому виконав також головну роль.
У 1944 році, після тривалої підготовки у Празі, Форст розпочав знімання «Віденських дівчат» (Wiener Mädeln), сподіваючись, що це буде перший німецький післявоєнний фільм. Проте цей фільм вийшов в прокат лише у 1949 році та, як і наступні роботи Форста, не мав успіху. У 1948 році його фільм «Оперета» (Operette, 1940) демонструвався як трофей в СРСР.
У 1951 році скандал викликав фільм Форста «Грішниця» (Die Sünderin) — через коротку сцену, в якій оголена Хільдегард Кнеф на задньому плані позувала художникові, а також через «прославляння самогубства». У деяких містах пройшли демонстрації протесту, а покази фільму заборонили. Назва останнього фільму Форста мала програмне значення: «Відень, ти місто моєї мрії» (Wien, du Stadt meiner Träume, 1957). З 1957 року він рідко з'являвся на публіці.
Зі своєю дружиною Мелані, на якій він був одружений з 1934 року, Форст жив у Бріссаго (Тічино). Після її смерті у 1973 році він переїхав у 1977 році до Відня. У тому ж році відмовився знятися в присвяченому йому фільмі з серії «Зірки, які пішли» (Sterne, die vorüberzogen).
Віллі Форст помер 11 серпня 1980 року у Відні.

## Обрана фільмографія
Актор
| Рік  |  | Назва українською          |  | Назва мовою оригіналу        |  | Опис                                                           |
| ---- |  | -------------------------- |  | ---------------------------- |  | -------------------------------------------------------------- |
| 1927 |  | Кафе «Електрик»            |  | Cafe Electric                |  | актор                                                          |
| 1927 |  | Одинадцять чортів          |  | Die Elf Teufel               |  | актор                                                          |
| 1927 |  | Небезпеки шлюбного періоду |  | Dangers of the Engagement    |  | актор                                                          |
| 1933 |  | Незакінчена симфонія       |  | Leise flehen meine Lieder    |  | режисер, сценарист                                             |
| 1934 |  | Так скінчилося кохання     |  | So endete eine Liebe         |  | актор (роль Франца. герцога Моденського)                       |
| 1934 |  | Маскарад                   |  | Maskerade                    |  | режисер, сценарист                                             |
| 1935 |  | Король вальсу              |  | Königswalzer                 |  | актор (роль графа Фердінанда фон Тетенбаха)                    |
| 1936 |  | Витівки                    |  | Allotria                     |  | режисер, сценарист                                             |
| 1937 |  | Серенада                   |  | Serenade                     |  | режисер, сценарист                                             |
| 1939 |  | Милий друг                 |  | Bel Ami                      |  | режисер, актор (роль Жоржа Дурюа)                              |
| 1940 |  | Оперета                    |  | Operette                     |  | режисер, сценарист, продюсер                                   |
| 1942 |  | Віденська кров             |  | Wiener Blut                  |  | режисер, сценарист, продюсер                                   |
| 1949 |  | Віденські дівчата          |  | Wiener Mädeln                |  | сценарист, режисер, продюсер, актор (роль Карла Міхеля Цирера) |
| 1950 |  | Чудові часи                |  | Herrliche Zeiten             |  | актор (камео)                                                  |
| 1951 |  | Грішниця                   |  | Die Sünderin                 |  | режисер                                                        |
| 1956 |  | Імператорське полювання    |  | Kaiserjäger                  |  | режисер                                                        |
| 1957 |  | Відень, ти місто моєї мрії |  | Wien, du Stadt meiner Träume |  | режисер, сценарист                                             |

## Нагороди
1968 — Найвища Золота кінонагорода (Filmband in Gold) Німеччини Bundesfilmpreis.